# Madonna van het boek
De Madonna van het boek (Italiaans: Madonna del Libro) is een schilderij van Vincenzo Foppa dat hij omstreeks 1475 maakte. Het maakt deel uit van de collectie van de Pinacotheek van het Castello Sforzesco in Milaan.

## Voorstelling
De Madonna en het Kind staan in een geschilderde gouden lijst. Omdat zij er deels voor geschilderd zijn, ontstaat een illusionistisch effect. Jezus lijkt met een zegenend gebaar de lijst uit te lopen en Maria's hand met het boek komt ver naar voren, al is de hand te klein geschilderd. Op de lijst staat een lange inscriptie met de openingswoorden (incipit) van een gebed ter ere van de Onbevlekte Ontvangenis. Sixtus IV wordt soms beschouwd als de auteur van dit gebed. Deze paus was een pleitbezorger van de cultus van de Onbevlekte Ontvangenis voor en tijdens zijn pontificaat. 
Het schilderij laat zien hoe verschillende stromingen doorwerken in Foppa's werk. De draperieën in de mantel van de Maagd en de rode koraaldraad die tegen een kristalheldere hemel hangt, verwijzen naar de schilderschool van Ferrara. De beeldhouwkunst uit het Padua van de renaissance verraadt haar invloed in de ruimtelijke werking van de figuren. Het hoge voorhoofd zonder haar en de zachte nuance van de clair-obscur laten zien dat ook de Vlaamse primitieven bekend waren bij de schilder.
De naam van het schilderij is ontleend aan het boek dat Maria in haar hand houdt en waarin ze lijkt te lezen. Het is een verwijzing naar de Heilige Schrift, waarin het droevige martelaarschap van haar zoon beschreven staat. Maria lijkt hier over na te denken met een bedachtzame en melancholische uitdrukking. Ze wordt zo een symbool voor wijsheid. 
De lijst waarin het werk tentoongesteld wordt, stamt uit de tweede helft van de negentiende eeuw.

## Herkomst
De Madonna met het boek was waarschijnlijk bedoeld voor privé-devotie. Als het op ooghoogte hing, kon de gelovige het gebed op de lijst gemakkelijk lezen.  
In 1863 liet Antonio Guasconi een omvangrijke verzameling kunst na aan de stad Milaan, waaronder dit schilderij. Het kreeg een plek in de pinacotheek, waar het als een topstuk wordt beschouwd, omdat het een van de beste werken is van Foppa, de belangrijkste Lombardijse schilder uit de renaissance.

## Afbeelding

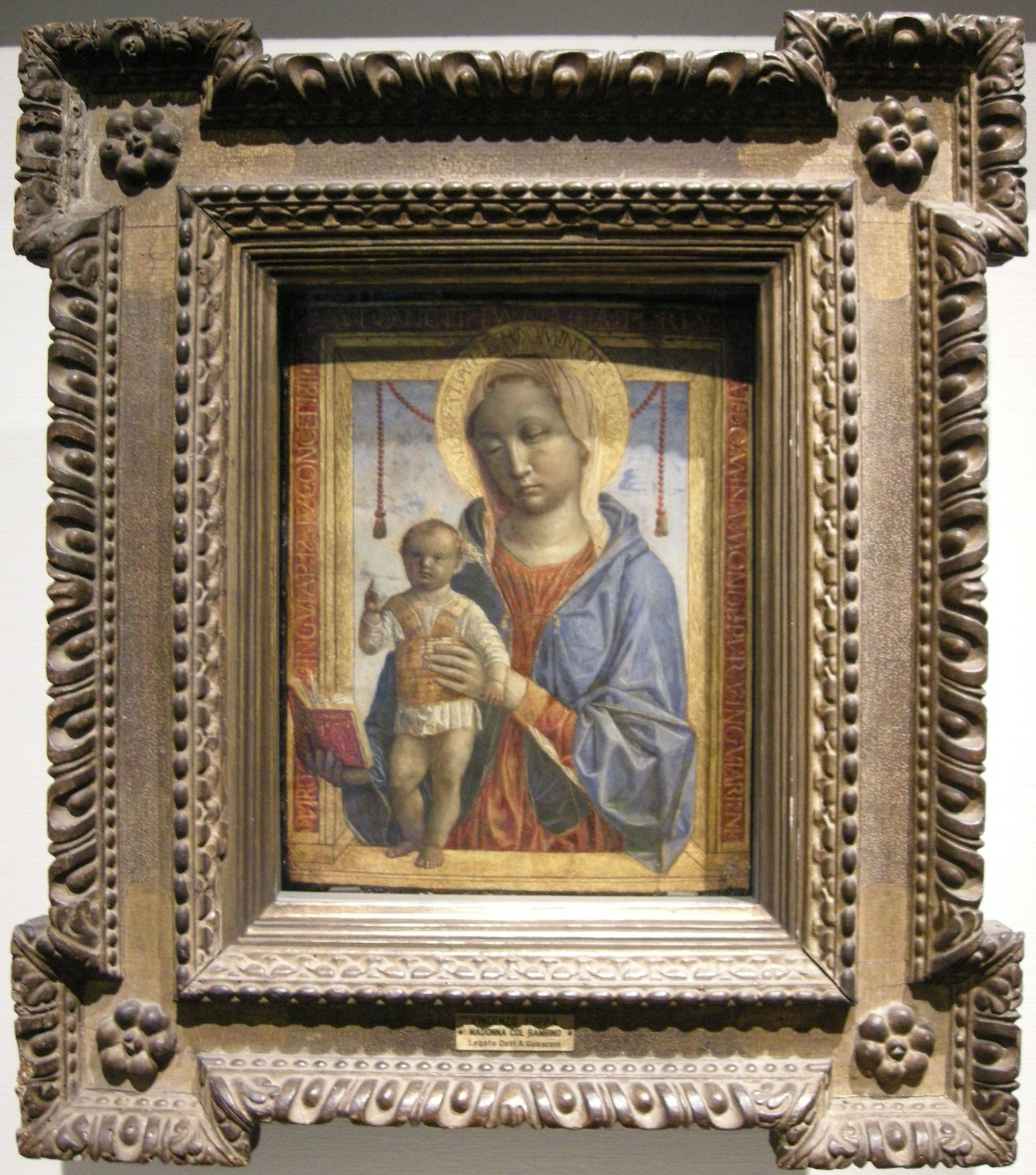
Het schilderij met lijst